# Altenmedingen
Altenmedingen er en kommune i Samtgemeinde Bevensen-Ebstorf i den nordlige del af Landkreis Uelzen i den nordøstlige del af tyske delstat Niedersachsen, og en del af Metropolregion Hamburg. Kommunen har et areal på godt 48 km², og en befolkning på omkring 1.550 mennesker.

## Geografi
Kommunen ligger i den nordøstlige udkant af Lüneburger Heide øst for Bienenbüttel og nord for Bad Bevensen. Vest for byen tangerer Elbe-Seitenkanal kommunen.

### Inddeling
Kommunen består, ud over Altenmedingen af landsbyerne Aljarn, Bohndorf, Bostelwiebeck, Eddelstorf, Haaßel, Reisenmoor, Secklendorf og Vorwerk. I kommunen ligger også, længst mod nord, bebyggelsen Bavendorf Station, ved jernbanen Wittenberge–Buchholz.